# 34 Pułk Piechoty (II RP)
34 Pułk Piechoty (34 pp) – oddział piechoty Wojska Polskiego II RP.
Pułk brał udział w walkach w 1919 oraz w wojnie polsko-bolszewickiej w roku 1920.
Święto pułkowe obchodził 8 maja w rocznicę bitwy pod Rzeczycą i zwycięstwa nad Dnieprem w 1920.
Stacjonował w Białej Podlaskiej.
W 1939 w trakcie kampanii wrześniowej walczył w składzie 9 Dywizji Piechoty.

## Formowanie i zmiany organizacyjne
34 pułk piechoty powstał 7 grudnia 1918 z 2 pułku piechoty PSZ (Polnische Wehrmacht) oraz członków POW i ochotników z Podlasia. Już 1 listopada 1918 r. na rozkaz władz wojskowych polskich, do Dęblina przybył, na czele niewielkiego oddziału, mjr Aleksander Jerzy Narbut-Łuczyński. Zażądał i wyegzekwował on tego samego dnia od komendanta twierdzy – austriackiego mjr. Nemansky’ego wydanie twierdzy w ręce polskie. Wycofujący się w popłochu Austriacy przekazali twierdzę Dęblin ze wszystkimi magazynami i składami wojskowymi. Początkowo pułk przyjął nazwę „4 Pułk Piechoty” (powstał tylko I batalion kpt. Ludwika Bittnera). Z rozkazu Sztabu Generalnego z dnia 7 grudnia 1918 4 pułk piechoty został przemianowany na 34 pułk piechoty. Mjr Aleksander Łuczyński został zatwierdzony na stanowisku dowódcy pułku. Nowo tworzący się pułk otrzymał, jako kadrę oficerską od Dowództwa Okręgu Generalnego – Lublin 36 oficerów z kursów oficerskich dla oficerów z byłej armii carskiej w Zajezierzu k. Dęblina. Inni oficerowie i podoficerowie rekrutowali się spośród Legionów, a także z armii austriackiej. Mjr Aleksander Łuczyński, aby ułatwić trud organizacyjny, stworzył 15 grudnia baon etapowy nr 34, przeznaczony do służby garnizonowej i wartowniczej, w Twierdzy Dęblin. Jednocześnie, stworzył 3 półbataliony, o pełnej kadrze oficerskiej (zamierzał je w przyszłości rozwinąć do pełnych etatów).
W końcu grudnia DOG Lublin zażądało bezzwłocznego wystawienia przynajmniej jednego pełnego batalionu na potrzeby frontu lwowskiego. Z kadry oficerskiej III półbaonu oraz z szeregowych pozostałych półbatalionów został zorganizowany naprędce III batalion pod dowództwem kpt. Bębenkowskiego. 31 grudnia III batalion został przetransportowany z Dęblina do Białej Podlaskiej, opuszczonej dopiero przez Niemców. Po kilku dniach pobytu w Białej Podlaskiej został na rozkaz DOG Lublin zawrócony do Dęblina. W międzyczasie I i II półbataliony zostały już uzupełnione przez napływających ochotników. W dniach 7–14 stycznia 1919 cały pułk został stopniowo przetransportowany do Białej Podlaskiej, gdzie został włączony do Grupy gen. Listowskiego. W tym okresie pułk czerpał uzbrojenie i umundurowanie z dęblińskiej twierdzy. Bataliony pułku wyposażono w karabiny włoskie i austriackie zaś umundurowanie i ekwipunek były poniemieckie.
W grudniu 1919 batalion zapasowy pułku stacjonował w Białej Siedleckiej.

## Walki o granice
Cechą charakterystyczną działań pododdziałów pułku do lata 1919 był ich udział w walkach w rozproszeniu. W końcu stycznia 1919 pułk wszedł w skład poleskiej grupy operacyjnej. Na początku lutego Niemcy chcą przekazać miasto i twierdzę Brześć Ukraińcom. Dowódca grupy, gen. Listowski zorganizował uderzenie uprzedzające. Dwie kompanie pułku pod dowództwem por. Jana Sokołowskiego otrzymały rozkaz zdobycia Kobylan i Błotkowa. Natarcie wspierała 4 bateria 7 pap oraz 4 szwadron 2 pułk ułanów. Na Brześć okupowany przez armię niemiecką uderzono 5 lutego bez powodzenia. Pododdziały 22 pułku nie weszły do walki. Po pertraktacjach, 9 lutego Niemcy przekazali jednak Brześć i Terespol gen. Listowskiemu. Po zajęciu miast pułk przegrupowano koleją do Kobrynia. Zorganizował on tam obronę rzeki Muchawiec. 17 lutego Rosjanie zajęli Antopol. Na miejscowość uderzył szwadron rtm. Żelisławskiego wzmocniony pododdziałem białogwardzistów i kompanią 34 pułku. Natarcie odniosło sukces. Bój pod Antopolem był pierwszym starciem wojsk polskich i radzieckich.
W kwietniu dowódca grupy operacyjnej postanowił zdobyć Łuniniec. 4 kwietnia wzdłuż toru kolejowego Pińsk – Łuniniec uderzył III batalion por. Kazimierza Galińskiego, a z Porzecza przez Łohiszyn nacierały dwie kompanie II batalionu pod dowództwem por. Wincentego Wolskiego. Z Sokołówki przez Waliszcze uderzył oddział partyzancki por. Koja wzmocniony pozostałymi kompaniami II bp. Natarcie zakończyło się niepowodzeniem. Kolejne próby zdobycia ważnego węzła drogowo-kolejowego również nie powiodły się.
5 kwietnia 1919, w Pińsku, z rozkazu majora Aleksandra Łuczyńskiego żołnierze pułku rozstrzelali 35 osób narodowości żydowskiej (zob. Masakra w Pińsku).
1 lipca wojska frontu litewsko-białoruskiego podjęły ofensywę w celu zajęcia Mińska i wyjścia na rubież Dźwiny i Berezyny. 3 lipca znad kanału Ogińskiego i Jesiołdy uderzył działający już całością sił 34 pułk piechoty. Dobrze prowadzone kilkudniowe działania piechoty i kawalerii przyniosły sukces i 10 lipca 1919 pododdziały pułku weszły do Łunińca.
6 czerwca 1920 dwie kompanie I batalionu przeprowadziły wypad na Wereśnię w celu rozpoznania ugrupowania przeciwnika za Uszą. Nawiązano walkę z przeważającym liczebnie nieprzyjacielem. Kompanie z trudem wycofały się do Czerewacza. W czasie wypadu poległ ppor. Edmund Korczak-Świerzyński i kilkunastu szeregowych.
4 lipca 1920 na froncie północnym do natarcia przeszły armie Michaiła Tuchaczewskiego. Ofensywa Rosjan spowodowała załamanie całego frontu polskiego. 9 Dywizja wycofywała się w kierunku Mozyrza. Pułk wrócił do swych zimowych stanowisk obronnych nad Ptyczę. 9 czerwca opuszczono stanowiska. Znad Ptyczy, pułki rozpoczęły dalszy odwrót 9 lipca. 16 lipca pułk odszedł od odwodu Naczelnego Wodza i zgrupował się w okolicach Grodna.
Od 20 lipca pułk walczył w rejonie Grodna z III Korpusem Kawalerii Gaj Chana. Gaj Chan tak wspomina te walki: Straciłem 500 ludzi zabitych i rannych. 400 koni i 7 dni drogiego czasu.
24 lipca wycofywał się drogą Kuźnica – Sokółka. W rejonie Sokółki przebił się przez szyki bolszewickiej 15 Dywizji Kawalerii. 27 lipca koło Tykocina przekroczył Narew i tam zorganizował obronę.
31 lipca wycofano się znad Narwi. 2 sierpnia walczono w rejonie Mężenina. Tu odniesiono sukces. Przeciwnikowi zadano dotkliwe straty. Jednak pod Jabłonką Kościelną pułk został rozbity. Stracił blisko 3/4 stanu osobowego, większość karabinów maszynowych i taborów. Tylko około 300 żołnierzom udało się dołączyło do XVIII Brygady Piechoty w okolicach Wyszkowa. 34 pułk przeszedł reorganizację w Pabianicach. Wrócił do dywizji do Białej Podlaskiej we wrześniu 1920.

### Mapy walk pułku w 1920

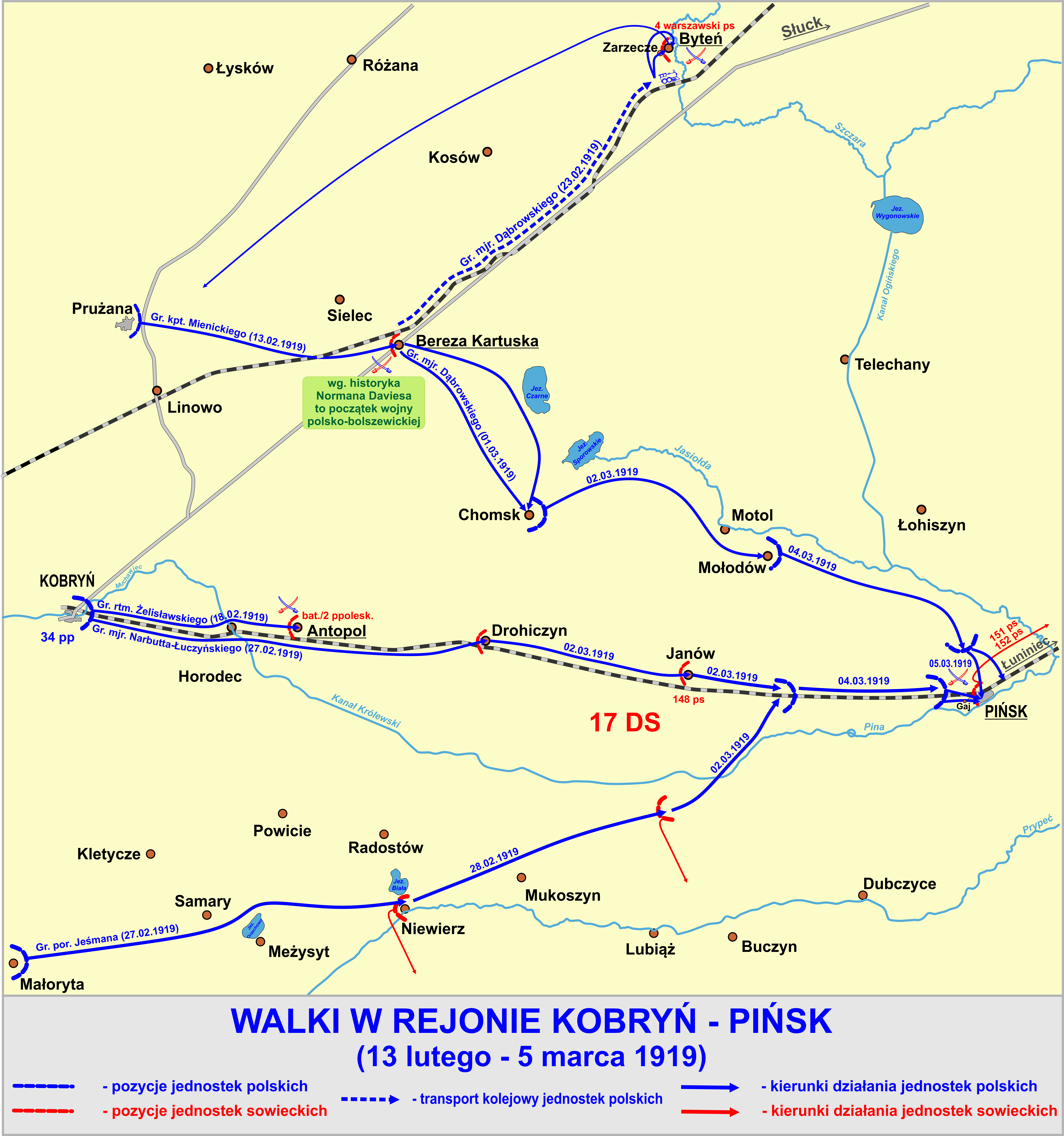
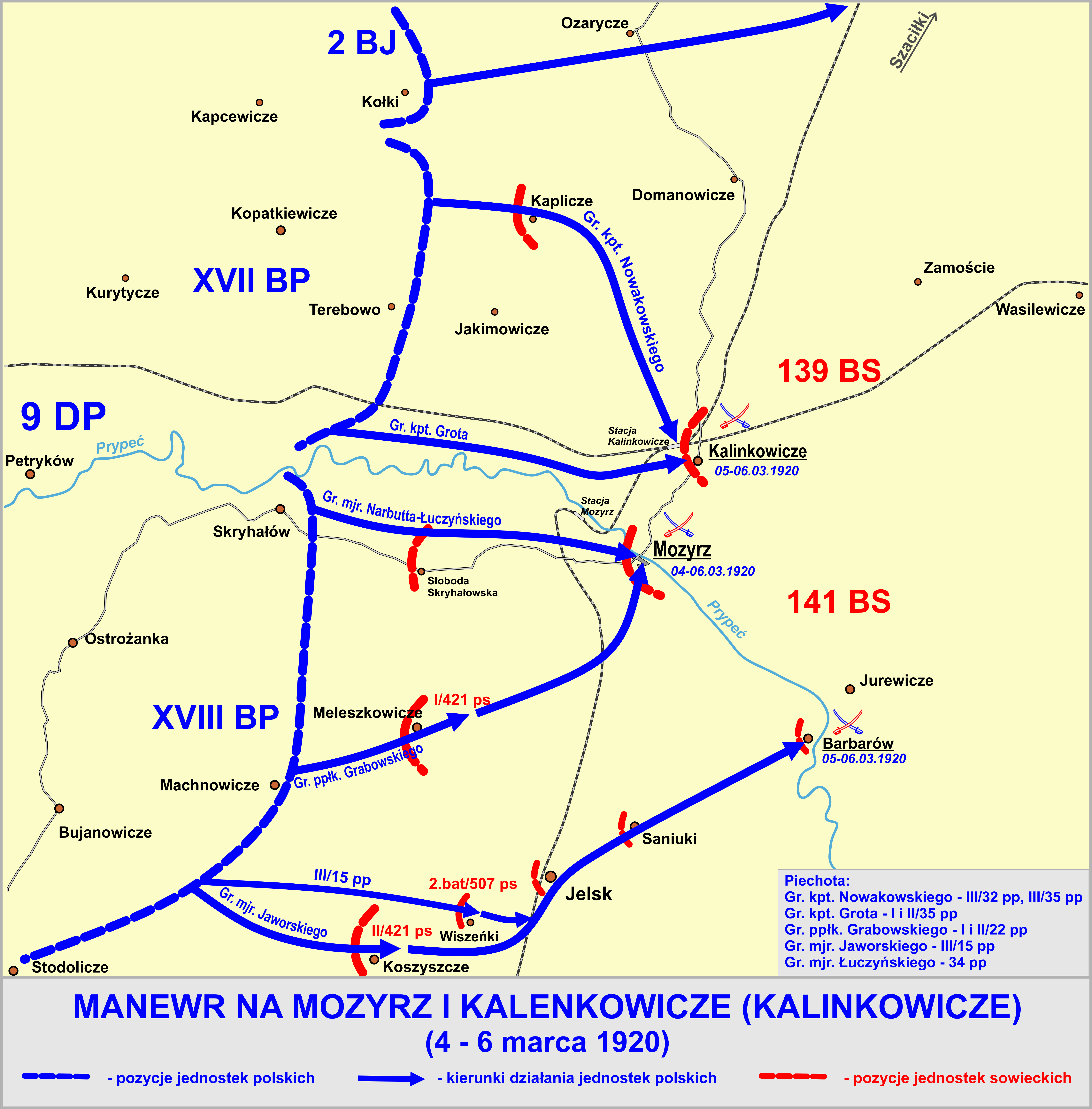
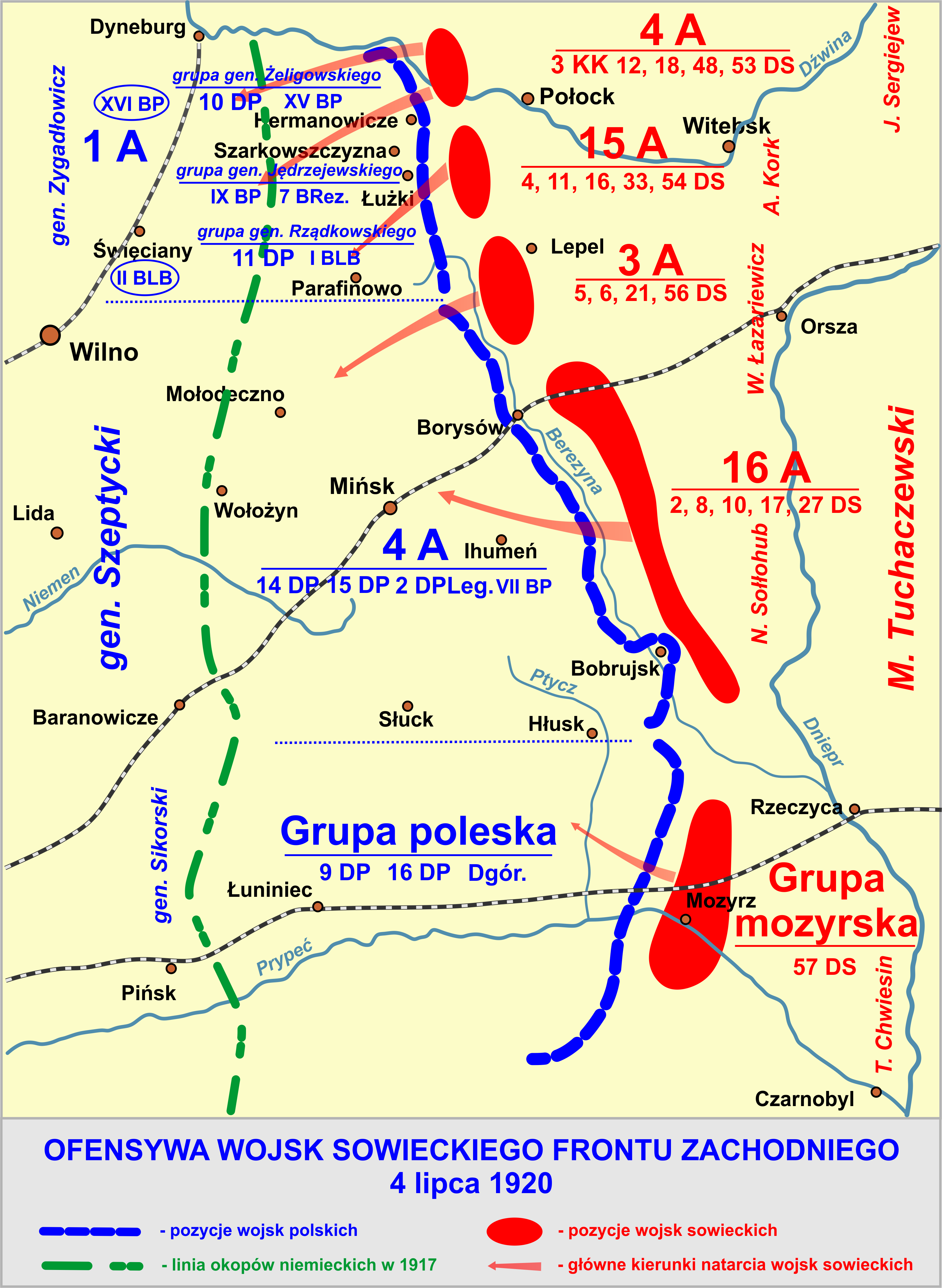

### Kawalerowie Virtuti Militari
| Żołnierze pułku odznaczeni Krzyżem Srebrnym Orderu Wojskowego Virtuti Militari za wojnę 1918–1920 | Żołnierze pułku odznaczeni Krzyżem Srebrnym Orderu Wojskowego Virtuti Militari za wojnę 1918–1920 | Żołnierze pułku odznaczeni Krzyżem Srebrnym Orderu Wojskowego Virtuti Militari za wojnę 1918–1920 |
| ------------------------------------------------------------------------------------------------- | ------------------------------------------------------------------------------------------------- | ------------------------------------------------------------------------------------------------- |
| Chorągiew pułku                                                                                   | st. szer. Wincenty Bachanek                                                                       | por. Józef Białowąs                                                                               |
| kpr. Adam Bryk                                                                                    | por. Marian Chodacki                                                                              | szer. Marcin Chomicz                                                                              |
| st. sierż. Józef Cichoń                                                                           | st. szer. Władysław Czekalski                                                                     | st. sierż. Jerzy Dembowski                                                                        |
| plut. Feliks Drzewiecki                                                                           | ppor. Eugeniusz Emeryk nr 1530                                                                    | por. Kazimierz Galiński                                                                           |
| plut. Franciszek Gonera                                                                           | pchor. Mieczysław Kaliciński                                                                      | kpr. Stanisław Kasprzak                                                                           |
| plut. Kazimierz Kołodziejczyk                                                                     | ś.p. plut. Wincenty Kwiatkowski                                                                   | kpt. Józef Kwieciński                                                                             |
| kpr. Władysław Łopaciński                                                                         | płk Aleksander Jerzy Łuczyński                                                                    | sierż. Hipolit Ługowski                                                                           |
| plut. Stanisław Makowski                                                                          | sierż. Leon Niedzielski                                                                           | plut. Stefan Norenberg                                                                            |
| por. Józef Parczyński                                                                             | st. sierż. Jan Patejuk                                                                            | por. Władysław Pazderski                                                                          |
| st. sierż. Stanisław Przedmojski                                                                  | sierż. Roman Sadlik                                                                               | kpt. Stanisław Sienkiewicz                                                                        |
| plut. Aleksander Socha                                                                            | st. sierż. Władysław Sroka                                                                        | plut. Paweł Stefaniak                                                                             |
| por. Władysław Symonowicz                                                                         | por. Bronisław Szostak                                                                            | ppor. Zdzisław Szymański                                                                          |
| por. Marian Tyborowski                                                                            | sierż. Władysław Wójcik                                                                           | kpt. Jerzy Wroczyński                                                                             |
| ppor. Zygmunt Wroczyński                                                                          | plut. Jan Wroński                                                                                 | por. Stanisław Wultański                                                                          |
| kpr. Wincenty Zubik                                                                               | ppor. Stanisław Żwirski                                                                           |                                                                                                   |

## Pułk w okresie pokoju

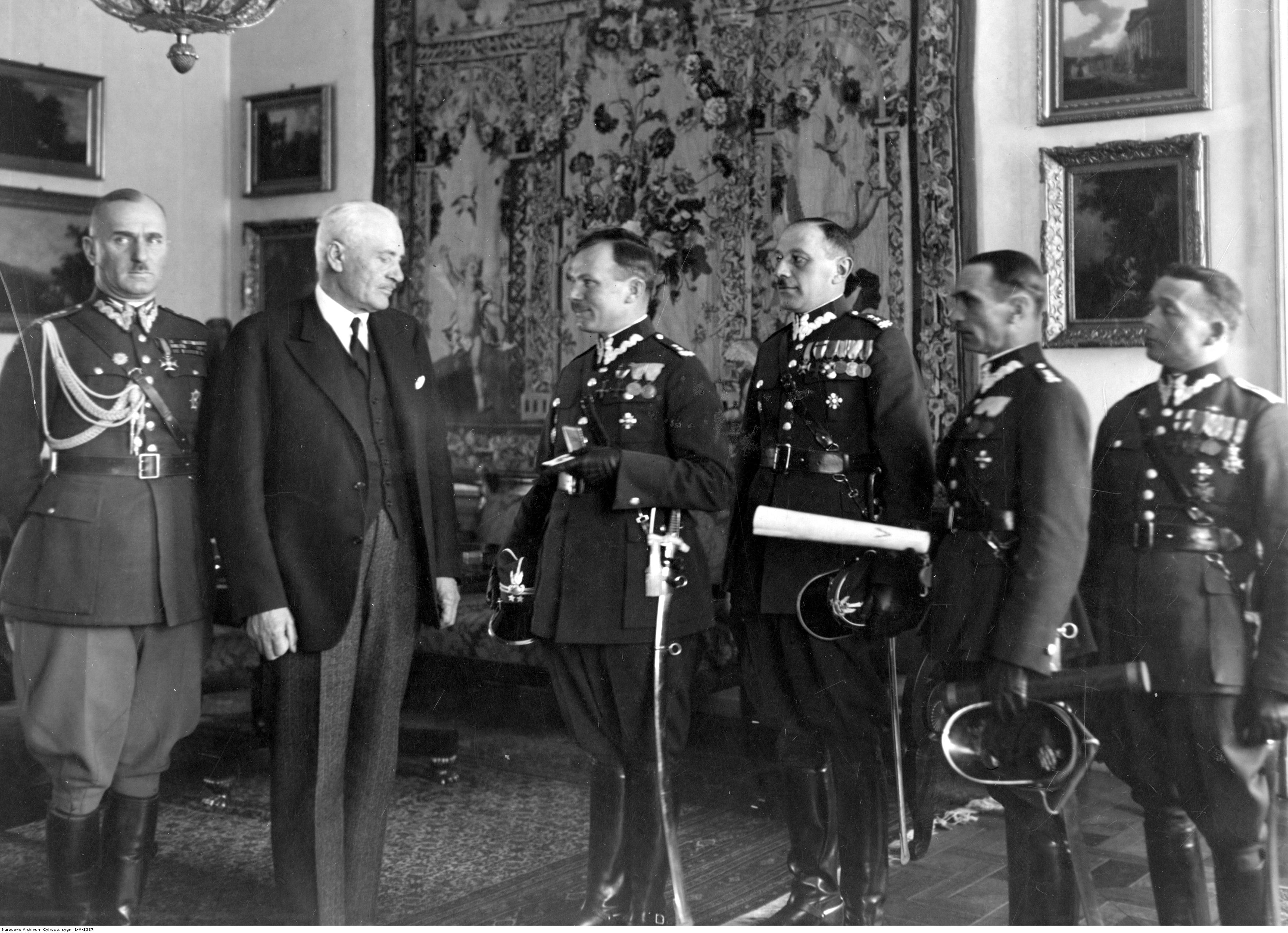
Delegacja 34 pp u prezydenta RP Ignacego Mościckiego; 18 stycznia 1933

W okresie międzywojennym 34 pułk piechoty stacjonował na terenie Okręgu Korpusu Nr IX w garnizonie Biała Podlaska. Wchodził w skład 9 Dywizji Piechoty.
Na podstawie rozkazu wykonawczego Ministerstwa Spraw Wojskowych do Departamentu Piechoty o wprowadzeniu organizacji piechoty na stopie pokojowej PS 10-50 z 1930 roku, w Wojsku Polskim wprowadzono trzy typy pułków piechoty. 34 pułk piechoty zaliczony został do typu I pułków piechoty (tzw. „normalnych”). W każdym roku otrzymywał około 610 rekrutów. Stan osobowy pułku wynosił 56 oficerów, 1500 podoficerów i szeregowców. W okresie zimowym posiadał batalion starszego rocznika, batalion szkolny i skadrowany, w okresie letnim zaś batalion starszego rocznika i dwa bataliony poborowych.
W pułku zorganizowano specjalną kompanię dla opóźnionych, która szkoliła rekrutów dla potrzeb całego DOK. Żołnierze ci wcześniej z różnych przyczyn opóźnili swoje stawiennictwo w macierzystej jednostce.
| Obsada personalna i struktura organizacyjna w marcu 1939: | Obsada personalna i struktura organizacyjna w marcu 1939: |
| Stanowisko                                                | Stopień, imię i nazwisko                                  |
| Dowództwo, kwatermistrzostwo i pododdziały specjalne      | Dowództwo, kwatermistrzostwo i pododdziały specjalne      |
| --------------------------------------------------------- | --------------------------------------------------------- |
| dowódca pułku                                             | ppłk dypl. Wacław Tadeusz Budrewicz                       |
| I zastępca dowódcy                                        | ppłk Adam Eustachiewicz                                   |
| adiutant                                                  | kpt. Stanisław Marian Szuy                                |
| starszy lekarz                                            | kpt. dr Stanisław Ogłoza                                  |
| młodszy lekarz                                            | ppor. lek. Maciej Jarema                                  |
| oficer placu Biała Podlaska                               | kpt. adm. (piech.) Stanisław Mielcarek                    |
| II zastępca dowódcy (kwatermistrz)                        | mjr Alojzy Brzozowski                                     |
| oficer mobilizacyjny                                      | kpt. adm. (piech.) Wacław Barański                        |
| zastępca oficera mobilizacyjnego                          | kpt. adm. (piech.) Stanisław Edward Bardziński            |
| oficer administracyjno-materiałowy                        | por Józef Nowak                                           |
| oficer gospodarczy                                        | kpt. int. Ludwik Stefan Bierczyński                       |
| oficer żywnościowy                                        | chor. Józef Jerzy Jaruga                                  |
| oficer taborowy                                           | por tab. Ludwik Gąsiorek                                  |
| kapelmistrz                                               | por adm. (kapelm.) Jan Kalinowski                         |
| dowódca plutonu łączności                                 | por. Edward Nowicki                                       |
| dowódca plutonu pionierów                                 | por. Maciej Leszek Wojtasiewicz                           |
| dowódca plutonu artylerii piechoty                        | por. art. Czesław Piotr Pieczeńczyk                       |
| dowódca plutonu ppanc.                                    | por. Henryk Jan Gruszko vel Gruszecki                     |
| dowódca oddziału zwiadu                                   | por. Henryk Rewkiewicz                                    |
| I batalion                                                |                                                           |
| dowódca batalionu                                         | mjr Stanisław Zygmunt Wojtaszewski                        |
| dowódca 1 kompanii                                        | kpt. Jan Buczek                                           |
| dowódca plutonu                                           | por. Adolf Białogrodzki                                   |
| dowódca plutonu                                           | ppor. Tadeusz Marian Florczyk                             |
| dowódca 2 kompanii                                        | kpt. Aleksander Stoma                                     |
| dowódca plutonu                                           | ppor. Józef Maciej Kalita                                 |
| dowódca 3 kompanii                                        | por. Jan Żomoytel                                         |
| dowódca plutonu                                           | ppor. Józef Maciąg                                        |
| dowódca 1 kompanii km                                     | por. Mieczysław Tomaszewski                               |
| dowódca plutonu                                           | ppor. Józef Kazimierz Jordanowski                         |
| II batalion                                               |                                                           |
| dowódca batalionu                                         | mjr Jan Klakla                                            |
| dowódca 4 kompanii                                        | por. Stefan Detko                                         |
| dowódca plutonu                                           | ppor. Alojzy Zatorski                                     |
| dowódca 5 kompanii                                        | por. Tadeusz Tokarzewski                                  |
| dowódca plutonu                                           | ppor. Mieczysław Dmowski                                  |
| dowódca 6 kompanii                                        | kpt. Władysław Pawłowski                                  |
| dowódca plutonu                                           | ppor. Klemens Julian Dobrzański                           |
| dowódca plutonu                                           | ppor. Bolesław Nikodem Prochenka                          |
| dowódca 2 kompanii km                                     | kpt. Władysław Chodkowski                                 |
| dowódca plutonu                                           | ppor. Jan Albin Stefankiewicz                             |
| dowódca plutonu                                           | ppor. Alfons Wodwud                                       |
| III batalion                                              |                                                           |
| dowódca batalionu                                         | mjr Henryk Wiktor Smotrecki                               |
| dowódca 7 kompanii                                        | por. Bolesław Sankowski                                   |
| dowódca plutonu                                           | por Rafał Cieślicki                                       |
| dowódca 8 kompanii                                        | kpt. Zygmunt Robert Voss                                  |
| dowódca plutonu                                           | ppor. Stanisław Cielenkiewicz                             |
| dowódca 9 kompanii                                        | kpt. Tadeusz Stanisław Janiga                             |
| dowódca plutonu                                           | ppor. Czesław Głąbski                                     |
| dowódca 3 kompanii km                                     | kpt. Tadeusz Ignacy Zenon Radziszewski                    |
| dowódca plutonu                                           | por. Tadeusz Petrol                                       |
| dowódca plutonu                                           | ppor. Artur Alojzy Poeplau                                |
| dowódca plutonu                                           | por. kontr. Awtonom Jarmak                                |
| na kursie                                                 | kpt. Stefan Karol Łysakowski                              |
| na kursie                                                 | ppor. Jan Specjalski                                      |
| na kursie                                                 | ppor. Edward Weber                                        |
| 34 obwód przysposobienia wojskowego „Biała Podlaska”      |                                                           |
| kmdt obwodowy PW                                          | mjr adm. (piech.) Józef Kojder                            |
| kmdt powiatowy PW Biała Podlaska                          | por. kontr. piech. Romuald Tomasz Kompf                   |
| kmdt powiatowy PW Włodawa                                 | kpt. piech. Stefan Osmulski                               |

## 34 pp w kampanii wrześniowej

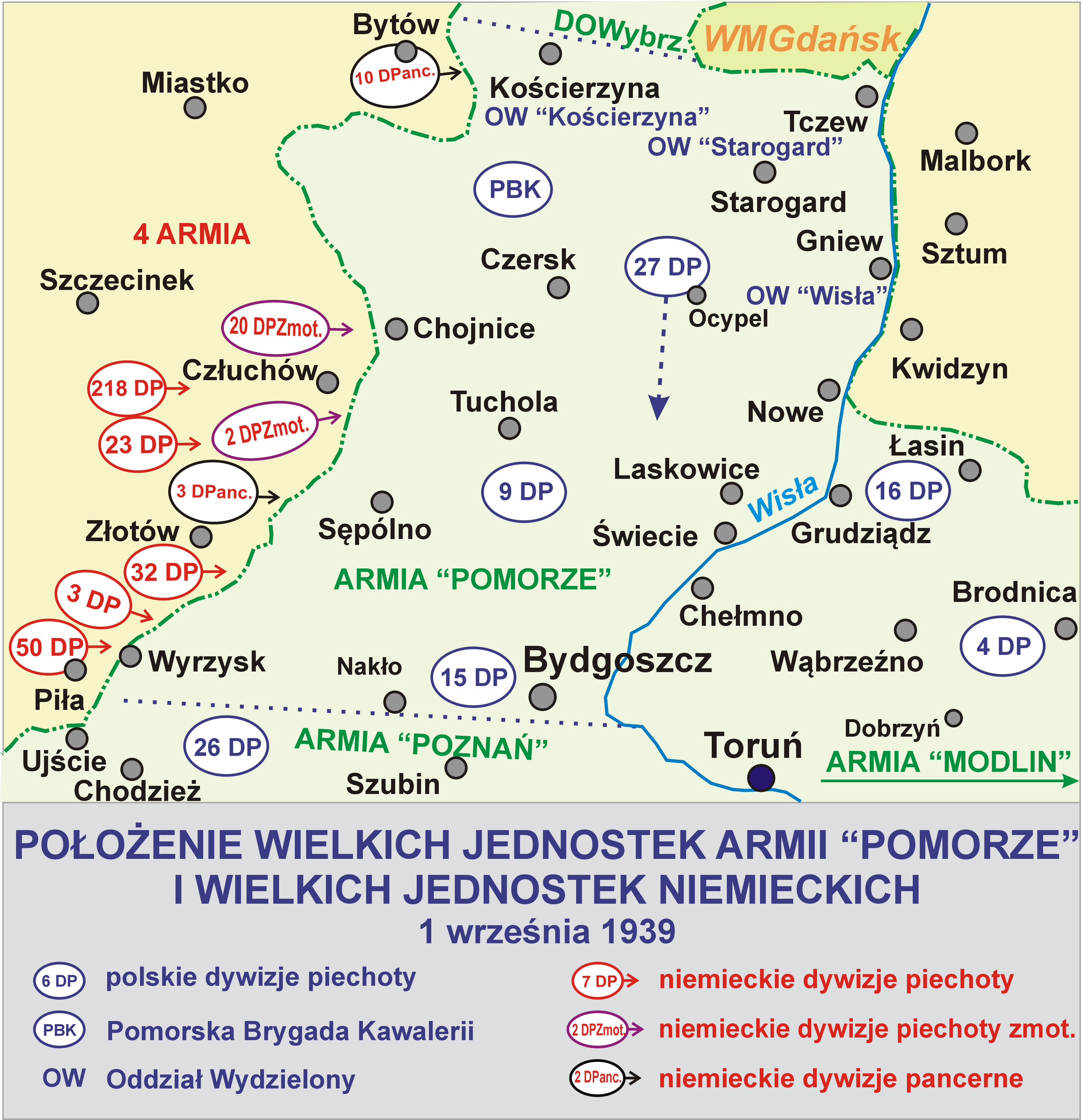
Pułk walczył w składzie 9 DP

### Mobilizacja
34 pułk piechoty został zmobilizowany na podstawie planu mobilizacyjnego „W” obowiązującego od 30 kwietnia 1938. Mobilizację alarmową 34 pp przeprowadzono 23 marca 1939 w garnizonie Biała Podlaska. Mobilizacja rozpoczęła się o godz.17.00 23 marca 1939 w grupie czerwonej w jej trakcie zmobilizowano oddziały i pododdziały:
- 34 pułk piechoty, w wojennej organizacji i etatach wojennych w czasie od A+26 do A+48,
- kompanię asystencyjną nr 204, w czasie A+44,
- kolumnę taborową nr 902, w czasie A+48[20].

Mobilizacja przebiegała z niewielkimi zakłóceniami. Stawiennictwo części rezerwistów z odległych RKU było opóźnione, głównie z terenu Warszawy oficerów rezerwy, których brakowało po zakończeniu mobilizacji 14, w tym 3 lekarzy. Dotarli do pułku w dniach późniejszych. Problemy wystąpiły z poborem koni i wozów, zawiodła tu komunikacja przekazania informacji i opóźnienia z dostawą ze względu na godziny nocne. Ponadto zastrzeżenia budził stan techniczny wozów. Bataliony zmobilizowały się zgodnie z harmonogramem godzinowym, po zmobilizowaniu odchodziły do wsi w okolicach Białej Podlaskiej, w odległości od 3 do 4 kilometrów. I batalion we wsi Porosiuki, II batalion we wsi Sidorki, III batalion w Grabanowie, pododdziały specjalne w Ciciborze, 902 kolumna taborowa w Rakowiskach. Podczas mobilizacji  do pułku powołano 89 oficerów i 2321 szeregowych. Na wyposażeniu pułku znalazło się 127 wozów i biedek, 1 samochód osobowy, 1 motocykl, 81 rowerów. Po zmobilizowaniu 34 pp i przewidzianych planem pododdziałów w ich szeregach znalazło się większość żołnierzy rezerwy. Jednocześnie po mobilizacji sformowano Oddział Zbierania Nadwyżek 34 pp pod dowództwem ppłk. Adama Eustachiewicza składający się z żołnierzy rezerwy, służby czynnej, a także świeżo powołanych rekrutów.     
34 pp prowadził szkolenia zgrywające, marsze i strzelania. Prowadzono naprawy sprzętu taborowego, szkolono oficerów rezerwy, z końcem kwietnia przeprowadzono ćwiczenia dwustronne. Celebrowano święta: pułkowe, Wielkanocne, 3-go Maja. W pułku odbyły się inspekcje: inspektora Armii gen. dyw. Tadeusza Piskora oraz oficerów z Departamentu Piechoty Ministerstwa Spraw Wojskowych na czele z gen. bryg. Wacławem Piekarskim. Na dzień 3 maja 1939 w zmobilizowanych oddziałach służyło: w 34 pp 87 oficerów (62 rezerwy), 418 podoficerów, 53 podchorążych, 2729 szeregowców. OZN 34 pp 16 oficerów, 63 podoficerów, 1 podchorąży,14 szeregowców z cenzusem, 168 szeregowców starszego rocznika, 8 szeregowców rezerwy i 664 szeregowców młodszego rocznika. 204 kompania asystencyjna 2 oficerów 15 podoficerów, 148 szeregowców. 902 kolumna taborowa 1 oficer, 11 podoficerów i 97 szeregowych. Od 3 maja 1939 z uwagi na termin zwolnienia rezerwistów do domów, nastąpiło rozluźnienie dyscypliny rozpoczęły się samowolne oddalenia, nieposłuszeństwo w służbie oraz inne naruszenia dyscypliny. Do tego czasu 9 DP podlegała dowództwu Armii „Łódź”, od początku czerwca Armii „Pomorze”. Od 5 czerwca do 14 lipca przewidziano wymianę rezerwistów w 5 turach. 8 czerwca rozpoczęto załadunek 34 pp do transportów kolejowych na stacji w Białej Podlaskiej. O godz.11.00 odjechał I batalion, o godz.17.00 dowództwo pułku i pododdziały specjalne pułkowe, 9 czerwca trzy transporty z II batalionem, z III batalionem, ostatni z kompanią przeciwpancerną i plutonem artylerii piechoty. 11 czerwca 902 kolumna taborowa. Transporty pułku jechały trasą przez Siedlce, Nasielsk, Toruń, Bydgoszcz. Były wyładowane na stacji kolejowej Maksymilianowo, 10 kilometrów na północ od Bydgoszczy. Do celu transporty 34 pp przybyły 9 i 10 czerwca.    

#### Działania na Pomorzu
Po dojechaniu na miejsce i rozładowaniu z transportów kolejowych pułk odszedł na kwatery. Dowództwo pułku, kompania gospodarcza i kompania zwiadowcza do dworu Kusowo. Kompania przeciwpancerna, plutony, pionierów, przeciwgazowy, łączności, artylerii piechoty wieś Borówno. I batalion we wsi Osielsko, II batalion w Żołędowie, III batalion w Strzelcach Górnych i Dolnych. 25 czerwca inspekcji 9 DP, w tym 34 pp dokonał inspektor Armii gen. dyw. Władysław Bortnowski. Na Pomorzu 9 DP jak i 34 pp brały udział w szkoleniach i ćwiczeniach, w tym nocnych. Szkolono pułk w przeprawie przez Wisłę. W dniach 16-18 lipca 34 pp przegrupowany został w okolice Więcborka. Po południu 18 lipca pułk zajął kwatery w, Więcborku dowództwo pułku, pułkowe pododdziały specjalne oraz 5 kompania strzelecka. W Zakrzewku I batalion, w dworze Suchorączek II batalion bez 5 kompanii. W Runowie Krajeńskim III batalion. Po dotarciu na miejsce dokonano trzeciej transzy wymiany rezerwistów. Kontynuowano szkolenie szczególnie z przybyłymi rezerwistami oraz przystąpiono do prowadzenia prac fortyfikacyjnych.  
W dniach 6-7 sierpnia 34 pułk ponownie przegrupował się na północną część przedmościa bydgoskiego zajmując kwatery. Dowództwo pułku, pododdziały specjalne i 5 kompania w Żołędowie. I batalion w dworze Gądecz i Strzelcach Górnych. II batalion w Maksymilianowie. III batalion w Nekli, Borównie i dworze Augustowo. Nazajutrz przesunięto dowództwo pułku do Osielska, II batalion w całości zebrano w Żołędowie, a część III batalionu w dworze Jastrzębie. Pułk przystąpił do prac przy budowie umocnień. II batalion na odcinku zachodnim - Borzenkowo. III batalion na odcinku środkowym - Borówno. I batalion na odcinku wschodnim - Gądecz. 21 sierpnia w rejon Bydgoszczy przybyły oddziały 13 Dywizji Piechoty i 27 Dywizji Piechoty, z uwagi na to zastąpiła potrzeba zapewnienia dla nich kwater. Dowództwo 34 pp przesunięto do dworu Gądecz, część I batalionu do wsi Strzelce Dolne. Do Trzeciewca przesunięto jedną z kompanii I batalionu i do dworu Trzęsacz kompanię zwiadowców.  
29 sierpnia wieczorem 34 pp wraz z przydzielonym 58 dywizjonem artylerii lekkiej podjął marsz w rejon Klonowo, Lubiewo, Sucha. Pułk maszerował po trasie Kotomierz, Serock, Sucha. Rano 30 sierpnia pułk ześrodkował się: dowództwo pułku i III batalion w Klonowie, I i II bataliony w Lubiewie, pododdziały specjalne pułku w folwarku Klonowo. Wydano do pododdziałów ze skrzyń karabiny przeciwpancerne wz.35, 58 dal stanął w Suchej. 34 pułk w dotychczasowym miejscu postoju stanowił odwód dowódcy 9 DP.  

##### Zmiany personalne
W czasie mobilizacji dotychczasowy dowódca III batalionu major Henryk Wiktor Smotrecki został oficerem sztabu dowódcy piechoty dywizyjnej 9 DP. Po czym odszedł na stanowisko oficera łącznikowego Legionu Czechosłowackiego. Od mobilizacji marcowej do 31 sierpnia batalionem dowodziło czterech oficerów. Początkowo batalionem dowodził kpt. Tadeusz Ignacy Zenon Radziszewski. Po jego przeniesieniu do KOP-u dowództwo objął kapitan Władysław Pawłowski, który po kilku dniach w czasie ostrego strzelania 9 pal został ciężko ranny (12–16 lipca). Przez kolejne półtora miesiąca batalionem dowodził w zastępstwie kpt. Czesław Czernikiewicz. W sierpniu batalion objął major Ludwik Skowroński, ale po kilku dniach został przydzielony do dowództwa 9 DP. 31 sierpnia dowództwo batalionu objął kapitan Zygmunt Voss, przybyły z Brześcia. „Na skutek tych częstych zmian, brak stałego dowódcy, III baon uchodził jako najsłabszy tak pod względem wyszkoleniowym, jak i organizacyjnym, a również szwankowała i dyscyplina”. 

#### Dalsza mobilizacja
W dniu 27 sierpnia w ramach mobilizacji alarmowej w grupie zielonej w czasie Z+30, przez OZN 34 pp zmobilizowano: 
- kompanię karabinów maszynowych przeciwlotniczych typ B nr 91,
- kompanię karabinów maszynowych przeciwlotniczych typ B nr 92.

W II rzucie mobilizacji powszechnej przez OZN 34 pp i przybyłych w mobilizacji powszechnej rezerwistów zmobilizowano:
- II batalion 95 pułku piechoty, w czasie X+3,
- batalion marszowy 34 pp, w czasie X+4[20].

Zmobilizowane kompanie km plot. zostały skierowane do obrony: 91 kkm plot.typ B została załadowana do transportu kolejowego i odjechała do obrony plot. fabryki w Skarżysku Kamiennej. 92 kkm plot typ B pozostała w Białej Podlaskiej i przeznaczona została do obrony plot. Podlaskiej Wytwórni Samolotów. II batalion 95 pp odszedł do składu 39 Dywizji Piechoty rez. Batalion marszowy odszedł do dyspozycji dowódcy OK IX, który przydzielił batalion do obrony twierdzy Brześć nad Bugiem. OZN 34 pp odszedł do Ośrodka Zapasowego 9 Dywizji Piechoty.  

### Działania bojowe
W 1939 w trakcie kampanii wrześniowej walczył w składzie 9 Dywizji Piechoty.

#### Walki w korytarzu pomorskim

##### 1 września
O świcie 1 września 1939 34 pp przebywał dalej w tym samym miejscu zajętym rano 30 sierpnia. O godz.6.00 pułk otrzymał rozkaz przejścia do rejonu lasów na południe od Tucholi. Realizując powyższy rozkaz ppłk dypl. Wacław Budrewicz o godz.7.00 wyruszył z pułkiem w dwóch kolumnach III batalion z plutonem przeciwpancernym i plutonem artylerii piechoty oraz z kompanią zwiadowców poprzez Sokole-Kuźnica, Lachowo, leśniczówka Stary Młyn, Kmienica, Gostyczyn do rejonu Przyrowa. Pozostałe siły pułku podjęły marsz przez Bysławek, Piła, Młyn, Nadleśnictwo Świt, Mędromierz Mały. W trakcie marszu o godz. 9.45 podczas przekraczania mostu na rzece Brdzie we wsi Sokole-Kuźnica ppłk dypl. Budrewicz otrzymał informację od dowódcy 9 batalionu saperów mjr dypl. Witolda Brzezińskiego, że na zachód od Pruszcza znajdują się nieustalone oddziały niemieckie. Około godz. 10.45 idący w szpicy czołowej przed III/34 pp pluton kolarzy z kompanii zwiadowców 34 pp dotarł do wiaduktu linii kolejowej Pruszcz-Klonowo. Po przekroczeniu tunelu pluton kolarzy został ostrzelany silnym ogniem broni maszynowej z czołgów niemieckich znajdujących się pomiędzy nasypami kolejowymi linii kolejowych Pruszcz-Klonowo i Pruszcz-Tuchola. Pluton kolarzy wycofał się i obsadził skraj lasu Stary Młyn. Rozkazem dowódcy pułku, III/34 pp obsadził nasyp linii kolejowej, a rejon tunelu pluton przeciwpancerny. Około godz.11.30 trzy niemieckie czołgi wykonały wypad rozpoznawczy przez tunel w kierunku lasu Stary Młyn, ale po ostrzelaniu przez bron przeciwpancerną i maszynową niemieckie czołgi wycofały się przez drugi tunel na przedpole Pruszcza. Jednocześnie w rejonie Pruszcza pojawiła się większa ilość czołgów z niemieckiego 5 pułku pancernego ze składu niemieckiej 3 Dywizji Pancernej. Wywiązała się walka ogniowa w wyniku czego ostrzał z czołgów niemieckich zniszczył armatę przeciwpancerną w rejonie tunelu, po czym czołgi sforsowały tunel. W dalszej walce ogniowej zniszczyły dwie następne armaty przeciwpancerne oraz jedną z armat plutonu artylerii piechoty oraz wdarły się do lasu. Następnie ruszyły drogą w kierunku Sokole-Kuźnicy, wychodząc na tyły rozwiniętego na nasypie kolejowym III batalionu. Niemiecki wypad wprowadził zamieszanie w szeregach, dalsze niemieckie natarcie czołgów doprowadziło do rozproszenia się III/34 pp. Pomimo starań dowódców, w tym dowódcy pułku zdemoralizowani żołnierze III batalionu w grupach lub pojedynczo wycofali się w kierunku mostu kolejowego na Brdzie lub na południe nad rzekę Sępólną, gdzie stanowiska zajmowała 7 kompania strzelecka 22 pułku piechoty. Niemieckie czołgi wdarły się na głębokość 5 kilometrów na wschód od Pruszcza zajmując osadę Lachowo.  
W walkach poległo kilkunastu żołnierzy 34 pp wśród nich ppor. rez. Józef Bryc zastępca dowódcy plutonu artylerii piechoty, kilkudziesięciu zostało rannych, wśród nich dowódca pułku ppłk dypl. Budrewicz. Obronę linii rzeki Sępolna koło Lachowa prowadzoną przez pluton III/7 kompanii strzeleckiej 22 pp wsparł pluton kolarzy z 34 pp i grupa żołnierzy z kompanii strzeleckich III batalionu. Pierwsze niemieckie natarcie na linii rzeki Sępolna w Lachowie odparto, następne natarcie grupy bojowej „Angern” z 3 DPanc. przełamało obronę pododdziałów 34 pp i 22 pp. O godz.18.00 do mostu na Brdzie w Sokole-Kuźnicy podeszły pododdziały grupy bojowej „Angern” mostu broniła grupa żołnierzy III/34 pp pod dowództwem I adiutanta pułku kpt. Stanisława Szuy, próba podpalenia mostu zbudowanego przez saperów z mokrego drewna nie powiodła się. Atak niemieckiego 3 batalionu motocyklistów ze składu 3 Brygady Strzelców 3 DPanc odniósł powodzenie, oddziały niemieckie opanowały ważny most na Brdzie. Dowódca III/34 pp kpt. Zygmunt Voss przeprowadził spod Pruszcza przez most kolejowy na Brdzie do Klonowa 300 żołnierzy batalionu. Do kpt. Vossa dołączył ze swoją grupą kpt. Szuy, który następnie udał się do dowództwa 9 DP z meldunkiem o utracie mostu.    
Główne siły 34 pp wyruszyły z Lubiewa o godz.7.00, kolumnę prowadził dowódca I batalionu mjr Stanisław Wojtaszewski. W trakcie marszu w Bysławku dowódca I/34 pp otrzymał rozkaz wykonania forsownego marszu do Gostycyna i zajęcia tam stanowisk obronnych. II/34 pp miał dotrzeć do dworu Łyskowo i zająć tam również obronę. W trakcie przechodzenia przez most na Brdzie w Piła-Młyn dowódca batalionu wysłał przodem straż przednią w sile plutonu z dwoma ckm i armatą ppanc. celem uchwycenia przed nadciągającymi jednostkami niemieckimi wsi Gostycyn. Po wejściu do Gostycyna, stwierdzono na przedpolu w odległości około 1500 metrów nadchodzące jednostki niemieckie. W południe I/34 pp pospiesznie zajął stanowiska we wsi 1 i 3 kompaniami strzeleckimi i 1 kompanią ckm w pierwszej linii i 2 kompanią strzelecką w odwodzie. Wkrótce po zajęciu stanowisk I batalion został zaatakowany przez pododdziały rozpoznawcze niemieckiej grupy bojowej „Klemann” z 3 DPanc, jednocześnie stanowiska batalionu zostały ostrzelane przez niemiecką artylerię. Oddziały niemieckie atakowały I batalion do wieczora, po południu obronę w Gostycynie wsparła 1 bateria armat 58 dal. W nocy rozkazem mjr. Wojtaszewskiego wypadu dokonała 2 kompania strzelecka do dworu Kamienica w celu zniszczenia mostu na rzece Kamionka. Wypad się nie powiódł 2 kompania poniosła straty 4 poległych i kilku rannych. Osłaniający wypad pluton 1 kompanii strzeleckiej stoczył walkę z niemieckimi czołgami, zniszczył 1 czołg, ale stracił 3 poległych i 5 rannych.
II batalion 34 pp o godz.11.00 dotarł do dworu Łysakowo, zajął stanowiska w zabudowaniach, jeden pluton strzelecki zajął stanowiska na zachód od dworu na wzgórzach. W lesie na północ od dworu Łysakowo zajął stanowiska ogniowe 58 dal bez 1 baterii. Dwukrotnie do II batalionu przybył dowódca 9 DP płk Józef Werobej, jednocześnie dwukrotnie był przy I batalionie. Po godz.15.00 płk Werobej rozkazał zająć stanowiska II batalionowi na wzgórzach na południe od dworu. Po 30 minutach odwołał rozkaz, a od 19.00 batalion został przydzielony do wsparcia 35 pułku piechoty. W nocy 34 pp miał wycofać się za Brdę, gdzie miał zająć obronę na linii jezioro Koronowskie-Klonowo-Bysław. O godz. 21.00 II/34 pp otrzymał rozkaz przemarszu w rejon Skole-Kuźnicę i odzyskanie rejonu przyprawy. II batalion podjął nocny marsz przez most we wsi Piła-Młyn, maszerował wschodnim brzegiem Brdy w kierunku południowym. I/34 pp otrzymał rozkaz oderwania się od niemieckich oddziałów pod Gostycynem i pod osłoną 1 kompanii strzeleckiej, odejścia przez most na Brdzie w Piła-Młyn oraz zajęcia obrony wzdłuż Brdy w rejonie tej przeprawy. 2 kompania strzelecka z plutonem ckm zajęła przyczółek mostowy na zachodnim brzegu rzeki, a 1 i 3 kompanie strzelecka na wschodnim brzegu rzeki po obu stronach drogi dojazdowej do mostu.   

##### 2 września
2 września około godz.8.00 przez most w Pile-Młynie przeszedł 35 pp, 9 dywizjon artylerii ciężkiej, III dywizjon 9 pułku artylerii lekkiej. Po przejściu oddziałów o godz.10.00 pluton pionierów 34 pp wysadził most. II/34 pp o godz.1.00 dotarł do mostu kolejowego na Brdzie linii kolejowej Pruszcz-Klonowo. Most i przyczółek mostowy zabezpieczyła 5 kompania strzelecka, wysyłającjeden pluton zachodnim brzegiem Brdy w kierunku południowym. 6 kompania strzelecka zabezpieczyła skrzyżowanie szosy z linią kolejową. 4 kompania strzelecka kontynuowała marsz wschodnim brzegiem Brdy w kierunku mostu w Skole-Kuźnicy, celem zapewnienia łączności za 4 kompanią poszła część plutonu łączności batalionu. W tym czasie do dowódcy II batalionu mjr. Jana Klakli zgłosił się kpt. Voss z III/34 pp, w którym zebrał 600 żołnierzy, 5 ckm i 4 kb ppanc. O godz.4.00 4 kompania strzelecka zbliżyła się do mostu w Skole-Kuźnicach, na skraju lasu została ostrzelana ogniem broni maszynowej przez pododdział ubezpieczający most. 4 kompania strzelecka zaskoczona ostrzałem rozsypała się i wycofała się w głąb lasu. III/34 pp przejął osłonę mostu kolejowego, a większość II/34 pp podjęła marsz w kierunku mostu w ślad za 4 kompanią. Cały II  batalion o godz. 5.00 dotarł w bezpośrednie sąsiedztwo mostu. O godz. 6.00 II batalion rozpoczął natarcie na most, pluton armat ppanc. zniszczył stojący na moście niemiecki czołg blokując przejazd. Natarcie II/34 pp zostało zatrzymane w bezpośrednim sąsiedztwie mostu w silnym ogniu broni maszynowej piechoty i pojazdów pancernych. Od godz. 8.00 zaczęły przybywać dla strony niemieckiej posiłki. Batalion poniósł ciężkie straty w poległych i rannych, wśród rannych znaleźli się dowódcy kompanii ppor. Feliks Sucharzewski i ppor. Klemens Dobrzański. Około godz.10.00 przybyły od strony Świekatowa oddziały niemieckiej 32 Dywizji Piechoty spychając kompanie II batalionu z bezpośredniej bliskości mostu na Brdzie, w kierunku północnym. O godz.11.00 mjr Klakla przerwał walkę swojego batalionu i wycofał go na linię kolejową Pruszcz-Klonowo. Ze względu na rozkaz dowódcy armii wycofania 27 DP na przedmoście bydgoskie, dowódca 9 DP otrzymał rozkaz nawiązanie współdziałania z 27 DP i wspólne przebicie się w kierunku na Bydgoszcz.     
W tym celu 34 pp bez I batalionu wraz z 35 pp miał wykonać natarcie w kierunku południowym, celem otwarcia drogi przez niemieckie oddziały w kierunku Koronowa. 35 pp miał wykonać natarcie ze stanowisk wyjściowych znajdujących się w lasach na północ od  Klonowa na osi Sucha-Cierpielów. 34 pp bez I/34 pp miał wykonać natarcie z zajmowanych pozycji na linii toru kolejowego Pruszcz-Klonowo wzdłuż Brdy na  Sokole-Kuźnicę. I batalion 34 pp miał osłonić natarcie obu pułków od zachodu. W tym celu miał zająć stanowiska obronne na linii jezioro Minikowskie-jezioro Bysławskie, rozwijając 1 kompanię strzelecką pomiędzy jeziorem Minikowskim, a jeziorem Małym Bysławskim, 2 kompania strzelecka pomiędzy jeziorem Małym Bysławskim, a jez. Bysławskim, 3 kompania strzelecka w odwodzie. 34 pp bez I/34 pp rozpoczął natarcie o godz.15.00, pułk rozwinął się w terenie leśnym i po przejściu 50 metrów od linii kolejowej Pruszcz-Klonowo znalazł się pod silnym ogniem niemieckiej broni maszynowej i moździerzy oddziałów niemieckiej 3 DPanc i 32 DP. Natarcia pułku nie wsparła z niewiadomych przyczyn artyleria dywizyjna z postaci 18 dac, III/9 pal i 58 dal. Natarcie obu batalionów 34 pp o godz.18.00 załamało się, prowadzono z pozycji wyjściowych walkę ogniową, pułk poniósł duże straty osobowe, ranny został ponownie dowódca pułku. Ppłk dypl. Wacław Budrewicz przekazał dowodzenie pułkiem mjr. Janowi Klakli, a sam został odwieziony do szpitala. O godz. 15.00 na przedpolu I/34 pp pojawiły się patrole rozpoznawcze niemieckiej 20 Dywizji Piechoty Zmotoryzowanej, o godz.16.00 pojawiły się większe oddziały, które rozpoczęły ostrzał pozycji batalionu ogniem artylerii i broni maszynowej. I batalion 34 pp odparł niemieckie natarcia na swoje pozycje. W godzinach wieczornych oba skrzydła batalionu zostały zagrożone od zachodu i od północy okrążeniem. O godz.1.00 3 września I/34 pp otrzymał rozkaz odwrotu do Klonowa i dołączenia do macierzystego pułku. Z uwagi na niepowodzenie natarcia obu pułków dywizji oraz przerwaniu obrony 22 pp pod Koronowem i wycofaniu się jego w rejon Bydgoszczy, dowódca 9 DP nakazał przerwać dalsze natarcie i podjąć marsz w rejon Błądzim, Bramka, a stąd wzdłuż Wisły do Bydgoszczy.     

##### 3 września
Zgodnie z rozkazem dowódcy 9 DP przed północą 34 pp wyruszył w marsz w kierunku Klonowa. Marsz pułku był uciążliwy po zatłoczonych drogach przez tabory i wycofujące się oddziały. O godz.5.00 w Klonowie do pułku dołączył I batalion. 3 września o świcie 34 pp był w trakcie marszu do Błądzimia. Na drogach i ich pobliżu panował bałagan. W pobliżu Trutnowa maszerujący I/34 pp został ostrzelany przez ubezpieczenia IV batalionu 50 pułku piechoty. W 34 pp w wymianie ognia zginął por. Leszek Wojtasiewicz dowódca plutonu pgaz., a ranny został ppor. Stanisław Cielenkiewicz dowódca 3 kompanii strzeleckiej. W trakcie tej walki część I/34 pp utraciła kontakt z batalionem. W Błądzimiu mjr Jan Klakla otrzymał od płk. Werobeja rozkaz marszu szosą w kierunku Franciszkowa, gdzie miał zająć obronę frontem na zachód miał być wzmocniony artylerią. Po wejściu pułku na szosę Świecie-Tuchola nastąpił rozpad spoistości oddziałów pułku, panujący chaos, zapchanie szosy taborami, maszerującymi oddziałami wszelkich broni i służb, grupami rozbitków oraz rzeszami uchodźców cywilnych. Pododdziały pułku zmieszały się z innymi oddziałami, chaos powiększyły naloty lotnictwa niemieckiego, które rozpoczęły się pomiędzy godziną 8.00, a 9.00. Z trzech stron oddziały 9 DP były okrążone przez napierające oddziały niemieckiego XIX KA (mot.) od południa 3 DPanc, od zachodu 2 DPZmot., a od północy 20 DPZmot. Z niemieckimi oddziałami poszczególne kompanie i bataliony 34 pp walczyły w rejonie Franciszkowa, Krupocina, Bramki i Przysierska, walki te najczęściej kończyły się rozbiciem pododdziałów i wzięciem ich do niewoli. Pod Krupocinem II/34 pp został zaatakowany przez oddział niemieckiej piechoty wsparty czołgami. W trakcie walki II batalion poniósł znaczne straty i wycofał się z Krupocina. W trakcie odwrotu grupa żołnierzy II batalionu otworzyła ogień do pododdziału z 35 pp. Po wyjaśnieniu sytuacji część II/34 pp została włączona w kolumnę 35 pp. Część 34 pp wraz z dowódcą pułku mjr. Klaklą dotarła do Terespola Pomorskiego i po walkach większość żołnierzy pułku dostała się do niewoli niemieckiej. Małym grupom żołnierzy udało się przeprawić przez Wisłę i idąc wzdłuż rzeki dotarli do Torunia. Grupki żołnierzy cofnęły się do Borów Tucholskich, w tym grupa ppor. Cielenkiewicza, która przetrwała w lasach do 3 października 1939, złożyła broń jako ostatni oddział 34 pp na stacji kolejowej w Maksymilianowie.

#### Działania żołnierzy 34 pp w składzie II batalionu 35 pp
W Gostyninie znajdował się punkt zborny dla żołnierzy z rozbitych oddziałów głównie Armii „Pomorze”. 9 września do Gostynina dotarł ppłk dypl. Jan Maliszewski z resztkami swojego 35 pp. Od dowódcy Grupy Operacyjnej gen. Tokarzewskiego-Karaszewicza otrzymał rozkaz odtworzenia swojego pułku na bazie punktu zbornego. Z dużej grupy przebywających tam żołnierzy 34 pp oraz z innych oddziałów powstał II batalion pod dowództwem kpt. Szymona Libba, na stanowiska dowódców kompanii zostali wyznaczeni oficerowie 34 pp por. Rafał Cieślicki i ppor. Mieczysław Dmowski. 11 września 35 pp dotarł do Bzury w rejon Radziwiłłki. Zadaniem pułku było dozorowanie dolnej Bzury od Brochowa i Wisły w rejonie Wyszogrodu. 13 września 35 pp otrzymał rozkaz przejścia do Świniar i miał wykonać we współdziałaniu z 15 Dywizją Piechoty natarcie na oddziały niemieckie. Po dotarciu w ten rejon nie zastano oddziałów 15 DP i nieprzyjaciela. W zajętej miejscowości oczekiwano dalszych rozkazów. 16 września wieczorem od oficera łącznikowego pułk otrzymał rozkaz wykonania marszu do folwarku na północ od Młodzieszyna. Po wymarszu w stronę Młodzieszyna 17 września  rano, 35 pp został ostrzelany celnym ogniem niemieckiej artylerii z prawego brzegu Wisły. II batalion 35 pp złożony w większości z żołnierzy 34 pp uległ rozbiciu i rozproszeniu.  

### Oddziały II rzutu mobilizacyjnego 34 pp

#### Batalion marszowy 34 pp
Batalion marszowy 34 pp zmobilizowany został w II rzucie mobilizacji powszechnej. Po uzyskaniu zdolności marszowej, 6 września batalion został skierowany poza koszary do lasu Nadleśnictwa Kijowiec niedaleko Grabanowa. Dowództwo batalionu marszowego 34 pp objął kpt. Tadeusz Radziszewski. W tym miejscu kończył prace organizacyjne oraz czynności zgrywające, batalion był przygotowywany do wyjazdu na Pomorze do macierzystego pułku. Po otrzymaniu informacji o rozbiciu 34 pp batalion przeszedł do dyspozycji dowódcy Okręgu Korpusu nr IX. Rozkazem gen. bryg. Franciszka Kleeberga batalion przeszedł  do dyspozycji gen. bryg. st. spocz. Konstantego Plisowskiego dowódcy obrony Twierdzy Brzeskiej. 11 września batalion podjął marsz w kierunku Brześcia nad Bugiem. 13 września batalion zajął stanowiska obronne na Wyspie Zachodniej i przy Bramie Terespolskiej obronie Brześcia.. Przez trzy dni batalion był ostrzeliwany ogniem niemieckiej artylerii, atakowany przez lotnictwo niemieckie. Odparł natarcia niemieckiej piechoty wspartej czołgami. 16 września batalion marszowy 34 pp pod dowództwem kpt. Tadeusza Radziszewskiego późnym wieczorem wycofał się w kierunku Kodnia. W trakcie marszu dowództwo Zgrupowania „Brześć” przejął ppłk dypl. Alojzy Horak. Zgrupowanie, a w jego składzie batalion kpt. Radziszewskiego maszerowało w kierunku południowo zachodnim, poprzez Wisznice, Parczew. 24 września dotarło w rejon Rejowiec, Krasnystaw i dołączyło do Grupy „Niemen” płk. Władysława Filipkowskiego. 27 września Grupa „Niemen” podporządkowała się pod dowództwo płk dypl. Tadeusza Zieleniewskiego. Zgrupowanie „Brześć” stoczyło zacięte walki z wojskami niemieckimi 29 września pod Janowem Lubelskim i o samo miasto. 30 września zgrupowanie dotarło w rejon Domastawia i w tym rejonie 2 października złożyło broń przed wojskami sowieckimi.  
Obsada personalna bm 34 pp
- dowódca batalionu kpt. Tadeusz Radziszewski
- adiutant batalionu - ppor. rez. Edward Jan Paprzycki
- dowódca 1 kompanii strzeleckiej - ppor. Józef Maciąg
- dowódca 2 kompanii strzeleckiej - ppor. rez. Tadeusz Florczyk
- dowódca 3 kompanii strzeleckiej - ppor. Czesław Głąbski
- dowódca kompanii ckm - NN

#### Oddział Zbierania Nadwyżek 34 pp
Po przeprowadzeniu mobilizacji pułku i pododdziałów przewidzianych planem w marcu 1939 w koszarach pułku pozostał: powołany młodszy rocznik, część starszego rocznika, niewielka nadwyżka rezerwistów oraz niezbędna kadra do dalszego rozwinięcia mobilizacyjnego planowanych jednostek i szkolenia młodszego rocznika. Dowódcą nadwyżek 34 pp był ppłk Adam Eustachiewicz. Na dzień 3 maja w składzie OZN 34 pp znajdowało się: 16 oficerów, 63 podoficerów, 1 podchorąży,14 szeregowców z cenzusem, 168 szeregowców starszego rocznika, 8 szeregowców rezerwy i 664 szeregowców młodszego rocznika. W ramach mobilizacji alarmowej przeprowadzonej 27 sierpnia 1939 powołano dalszych rezerwistów, z rezerwistów i żołnierzy starszego rocznika w OZN 34 pp zmobilizowano dalsze pododdziały. Po ogłoszeniu mobilizacji powszechnej z napływających dalszych rezerwistów i pozostałych żołnierzy starszego rocznika rozpoczęto organizację i formowanie II batalionu 95 pułku piechoty rezerwowego oraz batalionu marszowego 34 pp. Ponadto z pozostałych żołnierzy w ramach OZN 34 pp sformowano dwa bataliony jeden z żołnierzy służby czynnej, drugi z rezerwistów. Dowództwo nad OZN 34 pp objął mjr Alojzy Brzozowski. 6 września oddział wyszedł z koszar i skierował się na teren poligonu do lasu Grabarka. OZN 34 pp zgodnie z planem miał wejść w skład Ośrodka Zapasowego 9 Dywizji Piechoty mobilizowanego początkowo w Siedlcach. 
11 września OZN 34 pp wymaszerował z lasu Grabarka do Siedlec, w trakcie marszu przed Łukowem OZN 34 pp został skierowany na Radzyń Podlaski, Wisznicę do Włodawy, gdzie miał zebrać się OZ 9 DP. 15 września OZN 34 pp dotarł do wsi Wólka Chrypska  koło Włodawy. Po dotarciu do Wólki Chrypskiej oddział liczył ponad 1000 żołnierzy. 17 września w składzie OZ 9 DP  wyruszył w kierunku Kowala, po dotarciu do wsi Kukuryki 30 kilometrów na północny zachód od Kowla, doszło do reorganizacji. Zwolniono wszystkich rezerwistów bez broni i mundurów, z pozostałych sformowano batalion piechoty. 18 września OZ 9 DP podjął marsz przez Ratno do Szacka. W tym czasie wszedł w skład Grupy „Kowel” płk. dypl. Leona Koca. Po dołączeniu do Grupy płk dypl. Tadeusza Zieleniewskiego 25 września w rejonie Krasnegostawu, żołnierze 34 pp stoczyli walki z oddziałami niemieckimi pod Polichną Górą 29 września i Godziszowem 30 września oraz wojskami sowieckimi w rejonie Krzemień, Kocudza w pobliżu Frampola, gdzie Grupa „Kowel” wsparła walkę Grupy „Chełm” płk dypl. Władysława Płonki. Po ciężkich walkach Zgrupowanie płk. dypl. Zieleniewskiego przemieściło się w rejon Momoty, tam 2 października część żołnierzy dostało się do niewoli sowieckiej. Części udało się przedrzeć do SGO „Polesie” i wziąć udział w bitwie pod Kockiem, część rozeszła się do domów. 
Obsada personalna OZN 34 pp (batalion piechoty)
- dowódca - mjr Alojzy Brzozowski
- adiutant - por. rez. Feliks Selwon
- oficer mobilizacyjny - kpt. Wacław Barański
- zastępca oficera mobilizacyjnego - kpt. Stanisław Bardziński
- dowódca kompanii - por. rez. Feliks Kupiec
- dowódca kompanii - por. rez. Eugeniusz Kulicki
- lekarz oddziału (batalionu) - ppor. lek. Maciej Jarema
- oficerowie z nieustalonymi przydziałami: kpt. Aleksander Stomma, por. Ludwik Gąsiorek, por. Antoni Jarmak, por. Józef Adam Noga, por. Jan Żomogtel, ppor. Józef Marian Kalita, ppor. Józef Próchenko.

| Struktura organizacyjna i obsada personalna we wrześniu 1939 | Struktura organizacyjna i obsada personalna we wrześniu 1939         |
| Stanowisko                                                   | Stopień, imię i nazwisko                                             |
| Dowództwo                                                    | Dowództwo                                                            |
| ------------------------------------------------------------ | -------------------------------------------------------------------- |
| dowódca pułku                                                | ppłk dypl. piech. Wacław Budrewicz (do 2 IX 1939) mjr Jan Klakla     |
| I adiutant                                                   | kpt. Stanisław Marian Szuy                                           |
| II adiutant                                                  | ppor. Józef Kazimierz Jordanowski                                    |
| oficer informacyjny                                          | por. rez. Stanisław Wiesiołłowski (+18 IX 1939 Puszcza Kampinoska)   |
| oficer łączności                                             | kpt. Jan Buczek                                                      |
| kwatermistrz                                                 | kpt. Ludwik Stefan Bierczyński                                       |
| oficer płatnik                                               | por. rez. Mieczysław Sułkowski                                       |
| oficer żywnościowy                                           | por. rez. Kazimierz Zakrzewski                                       |
| naczelny lekarz                                              | kpt. dr Stefan Ogłoza                                                |
| kapelan                                                      | ks. kpl. Adolf Kryński                                               |
| dowódca kompanii gospodarczej                                | por. rez. Czesław Markiewicz                                         |
| I batalion                                                   |                                                                      |
| dowódca I batalionu                                          | mjr Stanisław Wojtaszewski                                           |
| adiutant batalionu                                           | ppor. rez. Witold Jaworski                                           |
| oficer żywnościowy                                           | ppor. rez. Grzegorz Marian Podobiński (+3 lub 19 IX 1939)            |
| oficer gospodarczy                                           | ppor. rez. Jan Antoni Mazurek                                        |
| lekarz batalionu                                             | pchor. rez. lek. Lombard                                             |
| dowódca plutonu łączności                                    | ppor. rez. Michał Kość                                               |
| dowódca 1 kompanii strzeleckiej                              | por. rez. Benedykt Tarasiuk                                          |
| dowódca I plutonu                                            | ppor. rez. Bolesław Stanisław Lamger                                 |
| dowódca II plutonu                                           | ppor. rez. Witold Józef Krupiński                                    |
| dowódca III plutonu                                          | ppor. Leon Wyrwa                                                     |
| dowódca 2 kompanii strzeleckiej                              | ppor. rez. Henryk Lesiuk (+3 IX 1939)                                |
| dowódca I plutonu                                            | ppor. rez. Józef Zieniuk                                             |
| dowódca II plutonu                                           | ppor. rez. Marian Białecki                                           |
| dowódca 3 kompanii strzeleckiej                              | ppor. Stanisław Cielenkiewicz                                        |
| dowódca I plutonu                                            | ppor. rez. Wacław Sać                                                |
| dowódca II plutonu                                           | ppor. rez. Ottokar Gaszewski                                         |
| dowódca III plutonu                                          | ppor. rez. Tadeusz Ludwik Morek                                      |
| dowódca 1 kompanii ckm                                       | por. Mieczysław Tomaszewski                                          |
| dowódca I plutonu                                            | ppor. rez. Alfons Woźniak                                            |
| dowódca II plutonu                                           | ppor. rez. Stefan Federowicz                                         |
| dowódca III plutonu                                          | ppor. rez. Czesław Kondera                                           |
| dowódca IV plutonu (taczanki)                                | ppor. Alfons Wodwud                                                  |
| dowódca plutonu moździerzy                                   | ppor. rez. Bogusław Marian Mierka                                    |
| II batalion                                                  |                                                                      |
| dowódca II batalionu                                         | mjr Jan Klakla                                                       |
| adiutant batalionu                                           | ppor. Alojzy Zatorski (+4 IX 1939)                                   |
| oficer żywnościowy                                           | ppor. rez. Józef Bolesław Sobczyński                                 |
| oficer gospodarczy                                           | ppor. rez. Kazimierz Barszczewicz                                    |
| lekarz batalionu                                             | ppor. rez. lek. Tadeusz Oświęcimski (+ 3 IX 1939)                    |
| dowódca plutonu łączności                                    | ppor. rez. Aleksander Oleszczuk                                      |
| dowódca 4 kompanii strzeleckiej                              | por. rez. Feliks Sucharzewski                                        |
| dowódca I plutonu                                            | ppor. Mieczysław Dmowski (od 2 IX 1939 dowódca kompanii)             |
| dowódca II plutonu                                           | ppor. rez. Stefan Mironowicz (+4 IX 1939)                            |
| dowódca III plutonu                                          | ppor. rez. Józef Kolibabka (Kolibowski)                              |
| dowódca 5 kompanii strzeleckiej                              | ppor. Klemens Julian Dobrzański                                      |
| dowódca I plutonu                                            | ppor. rez. Franciszek Gamulczak                                      |
| dowódca II plutonu                                           | ppor. rez. Jan Dobosz                                                |
| dowódca III plutonu                                          | ppor. rez. Jerzy Walerian Żarski                                     |
| dowódca 6 kompanii strzeleckiej                              | ppor. rez. Antoni Rogowski                                           |
| dowódca I plutonu                                            | ppor. rez. Bogusław Franciszek Jodłowski (+17 IX 1939 k. Szczecinka) |
| dowódca II plutonu                                           | ppor. rez. Stanisław Kamionowski                                     |
| dowódca III plutonu                                          | ppor. Tadeusz Wojtkowski (+3 IX 1939)                                |
| dowódca 2 kompanii ckm                                       | kpt. Władysław Chodkowski (od 2 IX 1939 dowódca II batalionu)        |
| dowódca I plutonu                                            | ppor. rez. Kazimierz Józef Pytlewski                                 |
| dowódca II plutonu                                           | ppor. rez. Władysław Nowak                                           |
| dowódca III plutonu                                          | ppor. Leszek Makowski                                                |
| dowódca IV plutonu (taczanki)                                | ppor. rez. Kazimierz Smarzewski (od 2 IX 1939 dowódca kompanii)      |
| dowódca plutonu moździerzy                                   | ppor. rez. Józef Dybciak                                             |
| III batalion                                                 |                                                                      |
| dowódca III batalionu                                        | kpt. Zygmunt Robert Voss (od 31 VIII 1939)                           |
| adiutant batalionu                                           | por. Tadeusz Tokarzewski                                             |
| oficer żywnościowy                                           | ppor. rez. Lucjusz Stefan Domański                                   |
| oficer gospodarczy                                           | ppor. rez. Kazimierz Rzymowski                                       |
| lekarz batalionu                                             | ppor. rez. dr Hieronim Grodziński (Grodzieński)                      |
| dowódca plutonu łączności                                    | ppor. rez. Antoni Edmund Prejzner (Preisner)                         |
| dowódca 7 kompanii strzeleckiej                              | por. Adolf Białogrodzki                                              |
| dowódca I plutonu                                            | ppor. rez. Bolesław Kwiatkowski                                      |
| dowódca II plutonu                                           | ppor. rez. Tadeusz Stefan Lamprecht                                  |
| dowódca III plutonu                                          | ppor. Julian Zmroczek                                                |
| dowódca 8 kompanii strzeleckiej                              | por. rez. Stanisław Wilhelm Carnelli                                 |
| dowódca I plutonu                                            | ppor. rez. Władysław August Bigoszyński-Łazucki                      |
| dowódca II plutonu                                           | ppor. rez. Eugeniusz Chrzanowski                                     |
| dowódca III plutonu                                          | ppor. Władysław Zygula                                               |
| dowódca 9 kompanii strzeleckiej                              | por. Rafał Cieślicki (+19 IX 1939 nad Bzurą)                         |
| dowódca I plutonu                                            | ppor. Tadeusz Stanisław Wyczański                                    |
| dowódca II plutonu                                           | ppor. rez. Czesław Łukaszczuk                                        |
| dowódca III plutonu                                          | ppor. rez. Roman Chyła                                               |
| dowódca 3 kompanii ckm                                       | kpt. Czesław Czernikiewicz                                           |
| dowódca I plutonu                                            | ppor. rez. Zdzisław Woźniak                                          |
| dowódca II plutonu                                           | ppor. rez. Wacław Michał Koronowski                                  |
| dowódca III plutonu                                          | plut. pchor. rez. Włodzimierz Nosek                                  |
| dowódca IV plutonu (taczanki)                                | ppor. Jan Albin Stefankiewicz                                        |
| dowódca plutonu moździerzy                                   | ppor. rez. Stanisław Sadowski                                        |
| Pododdziały specjalne                                        |                                                                      |
| dowódca kompanii zwiadowczej                                 | por. Henryk Rewkowicz                                                |
| dowódca plutonu konnego                                      | ppor. rez. Leon Leprus                                               |
| dowódca plutonu kolarzy                                      | ppor. rez. Edward Tokarski                                           |
| dowódca kompanii przeciwpancernej                            | por. Henryk Gruszko-Gruszecki (+3 IX 1939)                           |
| dowódca I plutonu                                            | ppor. rez. Władysław Józef Głuc                                      |
| dowódca II plutonu                                           | ppor. rez. Jan Podobas                                               |
| dowódca III plutonu                                          | plut. pchor. rez. Antoni Powidzki-Stenberg                           |
| dowódca plutonu artylerii piechoty                           | por. Czesław Pieczeńczyk                                             |
| zastępca dowódcy plutonu artylerii piechoty                  | ppor. rez. Józef Bryc (+1 IX 1939)                                   |
| dowódca plutonu pionierów                                    | ppor. rez. Stanisław Wojtyłło                                        |
| dowódca plutonu przeciwgazowego                              | por. Leszek Maciej Wojtasiewicz (+3 IX 1939)                         |
| dowódca plutonu łączności                                    | st. sierż. Jarosiński                                                |

## Symbole pułkowe

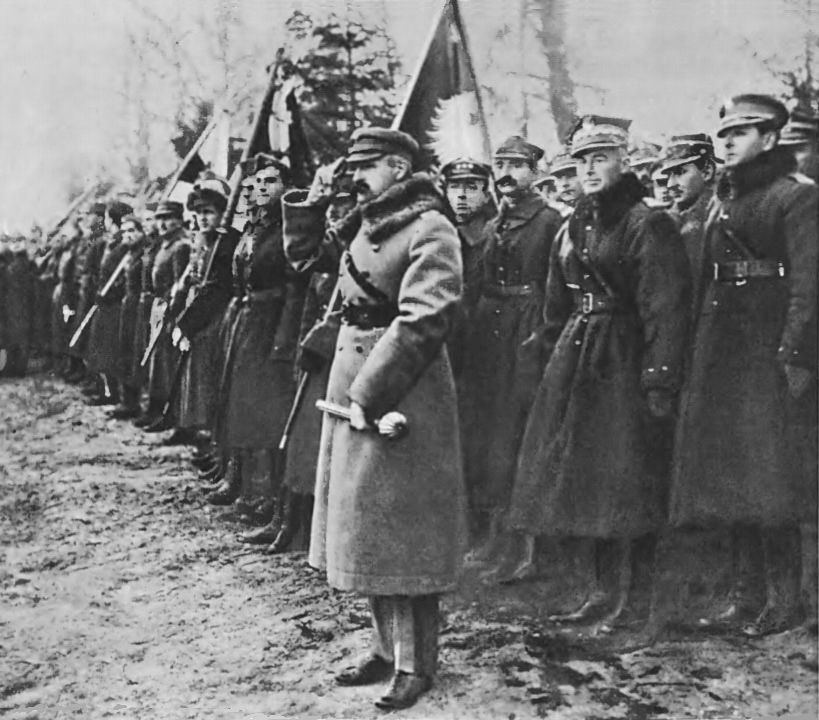
Marszałek Józef Piłsudski przyjmuje defiladę oddziałów 9 Dywizji Piechoty po dekoracji chorągwi krzyżem Virtuti Militari pod Lidą 6 grudnia 1920

### Sztandar
10 września 1920 roku w Białej Podlaskiej starosta bialski wręczył dowódcy pułku, pułkownikowi Ludwikowi Bittnerowi chorągiew ufundowaną przez społeczeństwo ziemi podlaskiej. 4 grudnia 1920 roku na polach pod Łazdunami marszałek Polski Józef Piłsudski udekorował chorągiew Krzyżem Srebrnym Orderu Virtuti Militari „za wierną, wytrwałą i niezłomną służbę bojową oraz niczym nieugięty hart ducha”.

### Odznaka pamiątkowa
Odznaka została ustanowiona 7 grudnia 1919 roku, w pierwszą rocznicę powstania pułku i zatwierdzona 23 maja 1920 roku przez Ministra Spraw Wojskowych, który potwierdził to 13 grudnia 1921 roku.
Odznaka o wymiarach 40×40 mm ma kształt krzyża o ostro ściętych końcach ramion, pokrytych białą emalią z czarną obwódką. Na środku krzyża nałożona jest sześcioboczna tarcza pokryta amarantową emalią ze srebrnym orłem typu jagiellońskiego. Ramiona krzyża połączone są wieńcem laurowo dębowym, w który wpleciono dwa skrzyżowane miecze. Na dolnym ramieniu umieszczono numer „34”, na lewym ramieniu datę powstania pułku „7-12-18”, a na prawym datę ustanowienia odznaki „7-12-19”. Odznaka trzyczęściowa – oficerska, wykonana z tombaku srebrzonym, emaliowana, na rewersie numerowana. Wykonawcą odznaki był Józef Michrowski z Warszawy.
29 lutego 1932 roku Minister Spraw Wojskowych marszałek Polski Józef Piłsudski zatwierdził wzór i regulamin odznaki pamiątkowej 34 pp. Zgodnie z tym wzorem na górnym ramieniu krzyża została umieszczona miniatura Krzyża Srebrnego Orderu Virtuti Militari.

## Żołnierze pułku
Dowódcy pułku
- ppłk Aleksander Narbut-Łuczyński (XI 1918 – VII 1920)
- mjr Antoni Olkowski (p.o. VII 1920)
- por. Kazimierz Jan Galiński (p.o. VII – 3 VIII 1920)
- por. Wincenty Wolski (p.o. † 3 VIII 1920)
- por. Jerzy Wroczyński (p.o. 3 – 13 VIII 1920)
- płk piech. Ludwik Bittner (14 VIII 1920 – 24 V 1930 → dowódca piechoty dywizyjnej 5 DP)
- ppłk dypl. piech. Franciszek I Grabowski (18 VI 1930 – 26 V 1934 → szef sztabu DOK III)
- ppłk piech. Jan Stanisław Świątecki (26 V 1934 – 24 VI 1938 → PUWFiPW)
- ppłk dypl. piech. Wacław Budrewicz (24 VI 1938 – 2 IX 1939)
- mjr piech. Jan Klakla (2 – 3 IX 1939)

Zastępcy dowódcy pułku
Stanowisko zastępcy dowódcy pułku zostało utworzone latem 1922 roku. W 1938 roku zmieniona została nazwa stanowiska na „I zastępca dowódcy”. W organizacji wojennej pułku nie było stanowiska zastępcy dowódcy.
- mjr / ppłk piech. Alfred Strauch (10 VII 1922 – 5 V 1927 → oficer placu Dęblin)
- ppłk dypl. piech. Bronisław Prugar-Ketling (5 V 1927 – 6 VII 1929 → dowódca 45 pp)
- ppłk piech. Jerzy Wroczyński (23 VIII 1929 – IV 1934 → dowódca 23 pp)
- ppłk dypl. piech. Wacław Budrewicz (IV 1934 – 18 IV 1935 → szef sztabu DOK II)
- ppłk dypl. piech. Jerzy Pajączkowski-Dydyński (4 VII 1935[61] – 1936)
- ppłk piech. Antoni I Sikorski (17 VII 1936 – V 1938 → DOK VI)
- ppłk piech. Adam Eustachiewicz (1938 – 1939 → dowódca OZ 9 DP)

II zastępca (Kwatermistrz)
- mjr piech. Alojzy Brzozowski (do 1939, †1940 Charków)

### Żołnierze 34 pułku piechoty – ofiary zbrodni katyńskiej
Biogramy ofiar zbrodni katyńskiej znajdują się między innymi w bazach udostępnionych przez Ministerstwo Kultury i Dziedzictwa Narodowego oraz Muzeum Katyńskie.
| Nazwisko i imię             | Stopień            | Zawód             | Miejsce pracy przed mobilizacją     | Zamordowany |
| --------------------------- | ------------------ | ----------------- | ----------------------------------- | ----------- |
| Bardziński Stanisław Edward | kpt. adm. (piech.) | żołnierz zawodowy |                                     | Katyń       |
| Bugajski Władysław          | ppor. rez.         | nauczyciel        |                                     | Katyń       |
| Czajka Bronisław            | ppor. rez.         | technik           |                                     | Katyń       |
| Czajkowski Czesław          | ppor. rez.         | inżynier          |                                     | Katyń       |
| Gendzwiłł Stanisław         | por. rez.          |                   | więzienie w Brzeżanach              | Katyń       |
| Lesiuk Stefan               | ppor. rez.         | nauczyciel        | kier. szkoły w Horodyszczu          | Katyń       |
| Liebe Henryk                | ppor. rez.         | prawnik           | prokurator w Warszawie              | Katyń       |
| Łotocki Stanisław           | ppor. rez.         | nauczyciel        | gimnazjum w Łukowie                 | Katyń       |
| Łotocki Zygmunt             | ppor. rez.         | nauczyciel        | gimnazjum w Piotrkowie Trybunalskim | Katyń       |
| Radziszewski Tadeusz        | kapitan            | żołnierz zawodowy | dowódca 3 kkm/34 pp                 | Katyń       |
| Rogowski Józef              | ppor. rez.         | nauczyciel        |                                     | Katyń       |
| Sokalski Eugeniusz          | ppor. rez.         | nauczyciel        | szkoła w Lisiowólce                 | Katyń       |
| Turkiewicz Jan              | por. rez.          | technik rolnik    |                                     | Katyń       |
| Uruski Bazyli Ludwik        | ppor. rez.         | nauczyciel        |                                     | Katyń       |
| Zawadzki Teofil             | ppor. rez.         | nauczyciel        | szkoła w Jakubowie                  | Katyń       |
| Brzozowski Alojzy           | major              | żołnierz zawodowy |                                     | Charków     |
| Budrewicz Wacław            | ppk dypl.          | żołnierz zawodowy | dowódca 34 pp                       | Charków     |
| Dobosz Jan                  | ppor. rez.         | nauczyciel        |                                     | Charków     |
| Mrygłodowicz Aleksander     | por. posp. rusz.   | nauczyciel        | szkoła w Zajęcznikach               | Charków     |
| Nowak Józef                 | oficer rezerwy     |                   |                                     | Charków     |
| Poryżewski Tadeusz          | ppor. rez.         | technik budowlany |                                     | Charków     |
| Sobol Lucjan                | kpt. w st. sp.     | ekonomista        |                                     | Charków     |
| Żagiel Józef                | ppor. rez.         | nauczyciel        | szkoła powszechna                   | Charków     |
| Żomoytel Jan                | porucznik          | żołnierz zawodowy |                                     | Charków     |
| Adamowicz Eugeniusz         | podporucznik       | prawnik           | bank                                | ULK         |
| Kalita Józef                | podporucznik       | żołnierz zawodowy | dowódca plutonu 2/34 pp             | ULK         |
| Kamiński Stanisław          | starszy sierżant   |                   | ?                                   | ULK         |
| Oleks Marian                | por. rez.          | urzędnik          |                                     | ULK         |

## Upamiętnienie

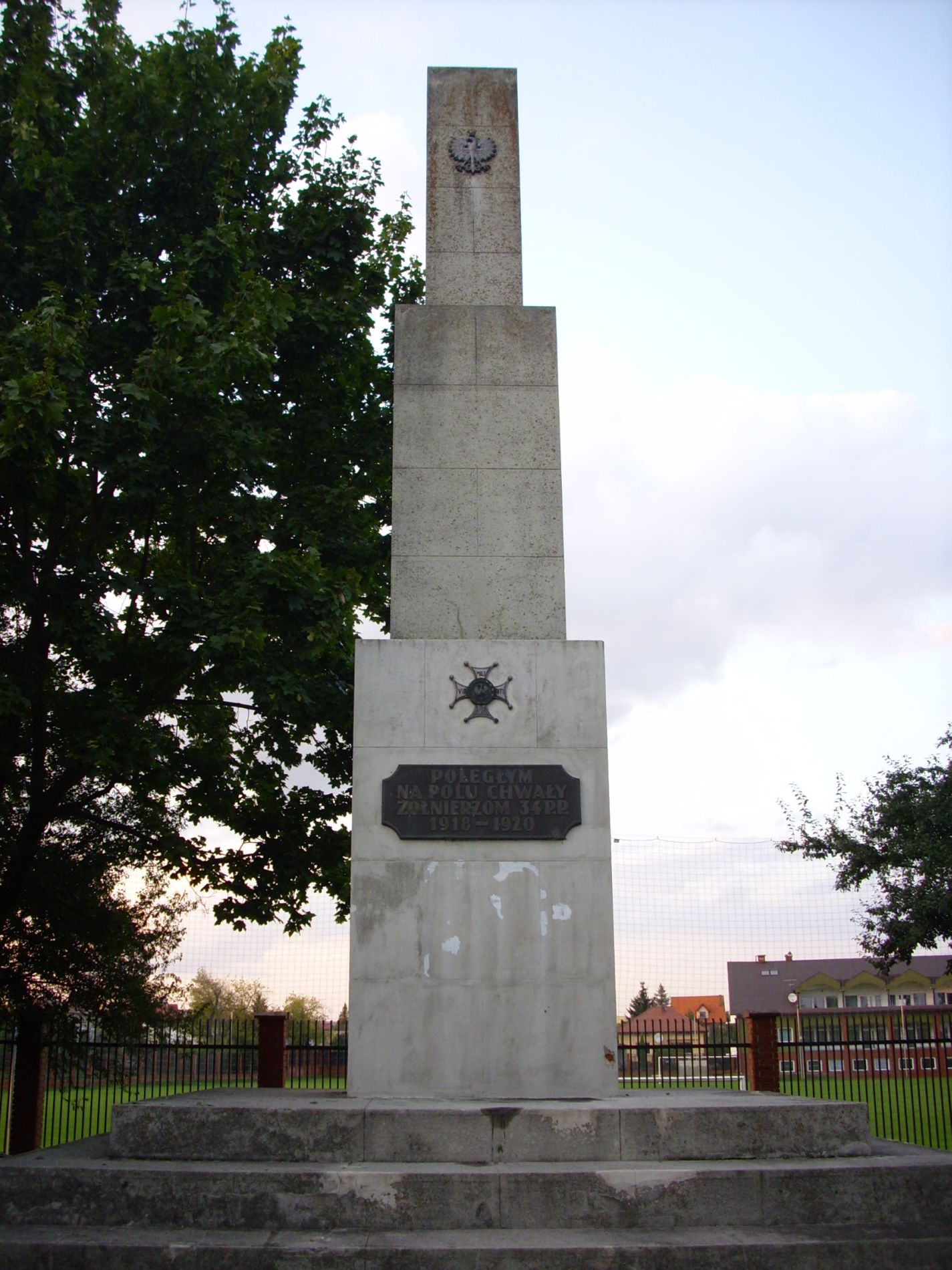
Pomnik w Białej Podlaskiej ku czci poległych w latach 1918–1920 żołnierzy 34 pp

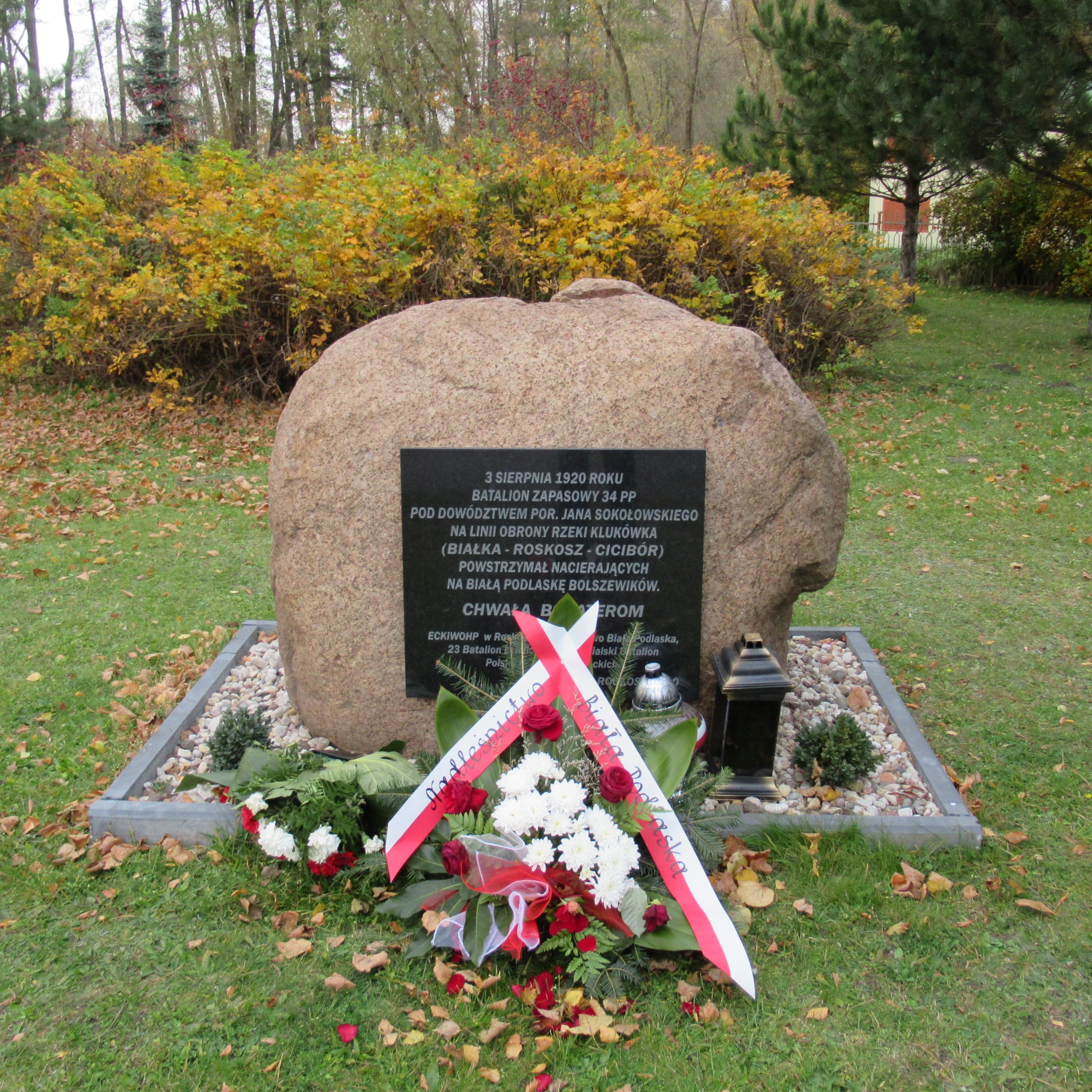
Kamień pamiątkowy w Roskoszy

W Białej Podlaskiej istnieje ulica 34 Pułku Piechoty. Także w Białej Podlaskiej w rocznice bitwy pod Rzeczycą (maj) składane są kwiaty pod pomnikiem poległych żołnierzy z 34 pp oraz organizowane są festyny nawiązujące do święta pułkowego.